# كلاكنتك
كلاكنتك (بالفارسية: کلاکنتک) هي قرية تقع في قسم دلغان الريفي (مقاطعة دلغان) في إيران. يقدر عدد سكانها بـ 312 نسمة بحسب إحصاء 2016.